# Kawasaki Ninja 650R
La Kawasaki Ninja 650R (o ER-6f o EХ-6) es una Motocicleta carenada hecha por Kawasaki desde 2006. El modelo 2012 eliminó la R de su nombre. Es una motocicleta de peso medio, con motor de 2 pistones en línea, diseñada para uso normal en caminos pavimentados. Tiene un estilo y equipamiento modernos, con asientos y centro de gravedad bajo. El motor tiene un cigüeñal de 180°, resultando en un encendido disparejo a 180° y 540° ya que los pistones no se encuentran dispuestos a 180° entre sí.
Tanto la 650R como la ER-6f carenada fueron introducidas en 2006. La ER-6n, sin carenar, no fue vendida en los Estados Unidos sino hasta el modelo 2009. La motocicleta se encuentra encima de la Ninja 250R y de la Ninja 500R, que ya existían entre los modelos deportivos de Kawasaki, los cuales incluyen los modelos Ninja ZX. Para 2009, la Kawasaki lanzó una actualizada Ninja 650R que incluyó un nuevo cuerpo, espejos, medidores, luces y una nueva calibración del mismo motor de 649 cc.
En 2017, Kawasaki modificó hasta tal punto la ER-6f, que no es válido hablar de "mejoras". Se trata directamente de otra moto completamente nueva. 
Su parte ciclo (cuadro) fue reformulada desde cero, basculante, altura de asiento, distancia entre ejes, estética, amortiguador trasero, embrague asistido y antirrebote, y motor, todos ellos han cambiado. 
La Ninja 650 obtenida es increíblemente eficiente, ágil y cómoda. El consumo de combustible se redujo en un 8%, y el peso en orden de marcha, nada menos que 19 Kg.
El resultado ha sido fantástico.
Como siempre, la tecnología de punta aplicada al circuito, es trasladada por KAWASAKI a sus motos deportivas de uso particular.

## Otras versiones

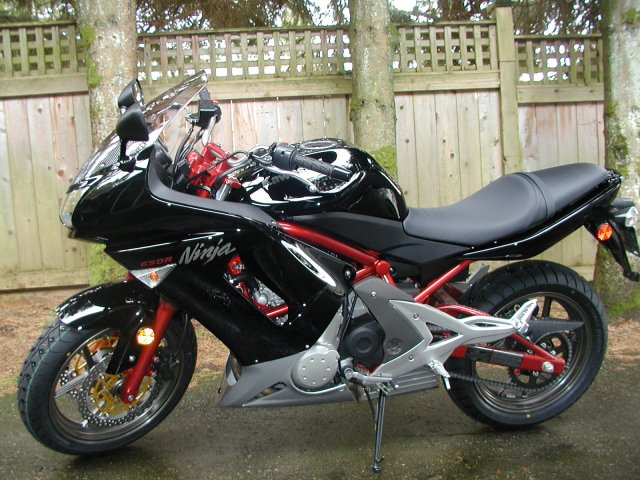
Ninja 650R

En Europa, la Ninja 650R se vende como ER-6f ("f" por "faired" [carenada]). Por su parte, la versión "naked", de carretera, se vende como ER-6n. En 2009, Kawasaki introdujo a la ER-6n en los EE. UU. Cabe señalar que la ER-6f se diferencia ligeramente de la Ninja 650R, por tener como equipo estándar manijas para el pasajero (como la ER-6n). Adicionalmente, los frenos ABS se incluyeron como opción tanto para la ER-6n como para la ER-6f. También existe un modelo derivado de la ER-6 llamada Versys, la cual usa muchos de los mismos componentes.
En varios países europeos la versión 6n naked ha sido más popular que la ER-6f; sin embargo, en otros como Australia, la carenada Ninja 650R ha sido más vendida que la versión naked, convirtiéndola en la deportiva turística más popular en toda la línea de motocicletas Kawasaki.

## Especificaciones
| Modelo año                                      | 2006-2008 | 2009 -2011 | 2012 -2014                                                                                             |
| Motor                                           | Motor | Motor | Motor                                                                                                  |
| ----------------------------------------------- | --- | --- | --- |
| Engine Type                                     | 649 cc, enfriada a líquido, 4 tiempos, dos cilindros en paralelo                                                       | 649 cc, enfriada a líquido, 4 tiempos, dos cilindros en paralelo                                                       | 649 cc, enfriada a líquido, 4 tiempos, dos cilindros en paralelo                                       |
| Bore/Stroke                                     | 83.0x60.0 mm | 83.0x60.0 mm | 83.0x60.0 mm                                                                                           |
| Compresión                                      | 11.3:1 | 11.3:1 | 10.8:1                                                                                                 |
| Potencia                                        | 71.1 hp@ 8,500 rpm 64.8 hp@9,000 rpm (llanta trasera)                                                                  | 71.1 hp@ 8,500 rpm 64.8 hp@9,000 rpm (llanta trasera)                                                                  | 71 hp@8,500 rpm                                                                                        |
| Torque                                          | 48.7 lb.ft@7,000 rpm 44.7 lb.ft@7,250 rpm                                                                              | 48.7 lb.ft@7,000 rpm 44.7 lb.ft@7,250 rpm                                                                              | 47 lb.ft@7,000 rpm                                                                                     |
| Válvulas                                        | DOHC, cuatro válvulas por cilindro                                                                                     | DOHC, cuatro válvulas por cilindro                                                                                     | DOHC, cuatro válvulas por cilindro                                                                     |
| Sistema de combustible                          | Inyección electrónica digital de combustible, gargantas Keihin de 38 mm                                                | Inyección electrónica digital de combustible, gargantas Keihin de 38 mm                                                | Inyección electrónica digital de combustible, gargantas Keihin de 38 mm                                |
| Ignición                                        | Digital CDI | Digital CDI | Digital CDI                                                                                            |
| Sistema de lubricación                          | Cárter semiseco, SAE 10W-40                                                                                            | Cárter semiseco, SAE 10W-40                                                                                            | Cárter semiseco, SAE 10W-40                                                                            |
| Transmisión                                     | | | |
| Caja de Transmisión                             | 6-velocidades con embrague multi-disco                                                                                 | 6-velocidades con embrague multi-disco                                                                                 | 6-velocidades con embrague multi-disco                                                                 |
| Relaciones de engranes 1st 2nd 3rd 4th 5th 6th  | 39/16 (2.438) 36/21 (1.714) 32/24 (1.333) 30/27 (1.111) 28/29 (0.966) 23/27 (0.852)                                    | 39/16 (2.438) 36/21 (1.714) 32/24 (1.333) 30/27 (1.111) 28/29 (0.966) 23/27 (0.852)                                    | 39/16 (2.438) 36/21 (1.714) 32/24 (1.333) 30/27 (1.111) 28/29 (0.966) 23/27 (0.852)                    |
| Reducción primaria                              | 88/42 (2.095) | 88/42 (2.095) | 88/42 (2.095)                                                                                          |
| Reducción secundaria                            | 46/15 (3.067) | 46/15 (3.067) | 46/15 (3.067)                                                                                          |
| Final Drive                                     | O-ring chain | O-ring chain | O-ring chain                                                                                           |
| Chasís/Suspensión/Frenos                        | | | |
| Suspensión frontal                              | 41 mm horquilla telescópica hidráulica, 120 mm (4.7 in) de recorrido                                                   | 41 mm horquilla telescópica hidráulica, 120 mm (4.7 in) de recorrido                                                   | 41 mm horquilla telescópica hidráulica, 4,9 plg (124,5 milímetros) de recorrido                        |
| Suspensión trasera                              | Desplazamiento sencillo shock a lo largo (inclinado, no vertical) con precarga ajustable; 125 mm (4.9 in) de recorrido | Desplazamiento sencillo shock a lo largo (inclinado, no vertical) con precarga ajustable; 125 mm (4.9 in) de recorrido | Desplazamiento sencillo shock a lo largo con precarga ajustable; 5,1 plg (130 milímetros) de recorrido |
| Frenos adelante                                 | Doble disco de pétalo de 300 mm con caliper de 2 pistones, ABS opcional                                                | Doble disco de pétalo de 300 mm con caliper de 2 pistones, ABS opcional                                                | Doble disco de pétalo de 300 mm con caliper de 2 pistones, ABS opcional                                |
| Frenos atrás                                    | disco de pétalo de 220 mm con caliper de 1 pistón, ABS opcional                                                        | disco de pétalo de 220 mm con caliper de 1 pistón, ABS opcional                                                        | disco de pétalo de 220 mm con caliper de 1 pistón, ABS opcional                                        |
| Llanta delantera                                | 120/70ZR-17M/C 58W | 120/70ZR-17M/C 58W | 120/70ZR-17M/C 58W                                                                                     |
| Llanta trasera                                  | 160/60ZR-17M/C 69W | 160/60ZR-17M/C 69W | 160/60ZR-17M/C 69W                                                                                     |
| Dimensions                                      | | | |
| Largo                                           | 2105 mm (82,9 pulgadas)                                                                                                | 2105 mm (82,9 pulgadas)                                                                                                | 2110 mm (83,1 pulgadas)                                                                                |
| Ancho                                           | 760 mm (29,9 pulgadas)                                                                                                 | 760 mm (29,9 pulgadas)                                                                                                 | 770 mm (30,3 pulgadas)                                                                                 |
| Alto                                            | 1210 mm (47,6 pulgadas)                                                                                                | 1270 mm (50,0 pulgadas)                                                                                                | 1180 mm (46,5 pulgadas)                                                                                |
| Batalla                                         | 1410 mm (55,5 pulgadas)                                                                                                | 1410 mm (55,5 pulgadas)                                                                                                | 1410 mm (55,5 pulgadas)                                                                                |
| Altura_asiento                                  | 790 mm (31,1 pulgadas) 785 milímetros (30,9 plg) (ER-6n)                                                               | 790 mm (31,1 pulgadas) 785 milímetros (30,9 plg) (ER-6n)                                                               | 805 mm (31,7 pulgadas)                                                                                 |
| Peso neto                                       | 178 kg (392,4 libras), 182 kg (401,2 libras) w/ABS 174 kilogramos (383,6 lb) (ER-6n)                                   | 178 kg (392,4 libras), 182 kg (401,2 libras) w/ABS 174 kilogramos (383,6 lb) (ER-6n)                                   | |
| Peso con líquidos                               | | | 211 kg (465,2 libras)                                                                                  |
| Máximo Peso Bruto (Total de peso, sin arrastre) | | | 361 kg (795,9 libras)                                                                                  |
| Capacidad de tanque de combustible              | 15.5 l | 15.5 l | 16 l                                                                                                   |
| Capacidad de aceite                             | 2.4 l | 2.4 l | |
| Lanzamiento                                     | 25° 24.5° (ER-6n) | 25° 24.5° (ER-6n) | 25° |
| Avance                                          | 106 mm (4,2 pulgadas) 102 mm (4 pulgadas) (ER-6n)                                                                      | 106 mm (4,2 pulgadas) 102 mm (4 pulgadas) (ER-6n)                                                                      | 110 mm (4,3 pulgadas)                                                                                  |

## Desempeño
| Modelo años                                                        | 2006-2009                                        |
| ------------------------------------------------------------------ | ------------------------------------------------ |
| 1/4 de milla                                                       | 12.06 s @ 108,79 mph (175,1 kilómetros por hora) |
| Rebase, 60 millas por hora (97 km/h)-80 millas por hora (129 km/h) | 3.58 s                                           |